# Kavkaška čebela
Kavkaška čebela (znanstveno ime Apis mellifera caucasia, pogosto napačno zapisano caucasica) je pasma domače čebele, ki izvira z osrednjega Kavkaza.

## Izvor
Kavkaška čebela izvira iz dolin osrednjega Kavkaza. Njena osrednja domovina je Gruzija, najdemo pa jo tudi v vzhodni Turčiji, Armeniji in Azerbajdžanu.

## Anatomija
Po obliki in telesni zgradbi je podobna kranjski čebeli. Osnovna barva skeleta je temna, včasih ima rjave lise, dlačice pa so svinčeno sive. Dolžina jezička znaša do 7,2 mm.

## Vedenje

### Prednosti za čebelarstvo
- krotka in mirna na satju
- ne roji preveč
- nabere veliko propolisa

### Slabosti za čebelarstvo
- družina pozno doseže polnoštevilčnost
- slabše se orientira
- pogosto se zaletava v sosednje panje
- krade med sosednjim panjem